# Baïse
A Baïse folyó Franciaország területén, a Garonne bal oldali mellékfolyója.

## Földrajzi adatok
Hautes-Pyrénées megyében, a Pireneusokban, a Lannemezan-fennsíkon ered 640 méter magasan, és Aiguillon városkánál ömlik be a Garonne-ba. Az átlagos vízhozama 5 m³ másodpercenként. Vízgyűjtő területe 2910 km², hossza 188 km.

## Megyék és városok a folyó mentén
- Hautes-Pyrénées: Lannemezan, Trie-sur-Baïse
- Gers: Mirande, Castéra-Verduzan, Valence-sur-Baïse, Condom
- Lot-et-Garonne: Nérac, Lavardac

## Mellékfolyói
- Petite Baïse
- Baïsole
- Gélise